# Aizcurgui
Aizcurgui (en euskera y oficialmente: Aizkurgi) es un despoblado español del municipio de Urraúl Alto, perteneciente a la Comunidad Foral de Navarra.

## Historia
Hacia mediados del siglo XIX, el lugar, ya por entonces perteneciente a Urraúl Alto, tenía contabilizada una población de 42 habitantes. Aparece descrito en el primer volumen del Diccionario geográfico-estadístico-histórico de España y sus posesiones de Ultramar de Pascual Madoz con las siguientes palabras:

AIZCURGUI: l. del valle y ayunt. de Urraul-alto, en la prov. aud. terr. y c. g. de Navarra, merind. y part. jud. de Sangüesa, dióc. de Pamplona (8 leg). Sit. en la parte meridional del valle en terreno montuoso, con libre ventilacion y clima sano. Tiene 5 casas y una igl. parr. bajo la advocacion de S. Julian, servida por un cura párroco. Confina el térm. por N. con el de Santafé á 1/2 leg. por E. con el de Guindano á 1: por S. con el de Zabalza: y por O. con el de Irurozqui, distantes ambos 1/2 leg. En varios puntos del mismo brotan algunas fuentes de esquisitas aguas que aprovechan los vec. para surtido de sus casas, abrevadero de sus ganados y riego de pequeños trozos de terreno: este es áspero y abraza unas 2,100 robadas; de las cuales se cultivan 1.000 de mediana calidad y escasa produccion, por efecto de los frecuents aluviones que descienden de las montañas y arrollan el cultivo: en la parte erial y montuosa hay pastos para el ganado y leña para combustible. Prod. trigo, cebada y avena en corta cantidad, vino y legumbres. Pobl. 9 vec.: 42 alm. Contr. con su valle. (V.)
(Madoz, 1845, p. 176)